# Silvorchis colorata
Silvorchis colorata J.J.Sm. – gatunek rośliny z monotypowego rodzaju Silvorchis w obrębie rodziny storczykowatych (Orchidaceae Juss.). Występuje lub występował endemicznie w środkowo-zachodniej części indonezyjskiej wyspy Jawy. Pomimo wielu poszukiwań został zebrany tylko raz – w 1907 roku w pobliżu miejscowości Garut, w związku z tym uważa się ten gatunek za wymarły. Mimo braku wystarczających badań na temat tego taksonu, został on zaakceptowany jako odrębny gatunek przez The Plant List. 

## Morfologia
PokrójRośliny z tego gatunku nie posiadają chlorofilu. Dorasta do 10 cm wysokości. Łodyga jest wyprostowana, bezlistna. Kłącza są naziemne, małe, włókniste, słabo rozgałęzione.
KwiatyRozpostarte, są pojedyncze lub zebrane po 2 w kwiatostany. Rozwijają się na szczytach pędów. Osiągają do 8,5 cm długości. Warżka trójklapowa, pyłkowiny dwie. Zalążnia jest wrzecionowata.

## Biologia i ekologia
Rośnie w lasach. Występuje na małym obszarze na wysokości około 1600 m n.p.m. Jest rośliną myko-heterotroficzną – substancje pokarmowe pobiera z grzybów, na których pasożytuje. 
W 2002 roku został odkryty gatunek Vietorchis aurea, który morfologicznie jest bliskim krewnym S. colorata i być może należą do tej samej linii ewolucyjnej. Niestety S. colorata nigdy nie został ponownie zebrane od czasu jego odkrycia w 1907 roku. Brak materiału nie pozwala na dobre zrozumienie natury tego taksonu. W 2006 roku Dariusz Szlachetko z zespołem spekulatywnie spróbował łączyć rodzaje Silvorchis i Vietorchis, jednak brak materiału gatunku S. colorata sprawia, że te badania nie zostały potwierdzone naukowo. 

## Systematyka
Gatunek sklasyfikowany do rodzaju Silvorchis, do podplemienia Epipogiinae w plemieniu Nervilieae, podrodzina epidendronowe (Epidendroideae), rodzina storczykowate (Orchidaceae), rząd szparagowce (Asparagales) w obrębie roślin jednoliściennych.